# Ekstensholm gård
Ekstensholm gård (finska: Lapilan kartano) är en herrgård på ön Ekstensholm i Nådendal i det finländska landskapet Egentliga Finland. Huvudbyggnaden i rokokostil är ritad av Christian Friedrich Schröder och färdigställdes år 1763. Museiverket har klassificerat Ekstensholm gård som en värdefull byggd kulturmiljö av riksintresse.
Ön Ekstenshom ligger söder om ön Luonnonmaa och väster om Runsala ö i Åbo.

## Historia
Ekstensholm säteri bildades från de två hemmanen i Ekstensholm by på 1500-talet. På 1630-talet lades säterier i Ekstensholm och Keskiluoto samman och på 1790-talet blev också Suurenpää frälse en del av Ekstensholm. Gården ägdes av olika officersläkter under 1600-talet och i mitten av 1700-talet köptes gården av doktor Lorentz Ekenberg. Ekenberg lät uppföra den nuvarande huvudbyggnaden år 1763. Byggnaden ritades av Åbo stadsarkitekt Christian Friedrich Schröder. Schröder har ritat flera rokokoherrgårdar i Finland varav Ekstensholm gård tillsammans med Fagervig gård är de viktigaste exemplar av rokokoarkitektur i landet.
Ekstensholm gård har haft många ägarfamiljer såsom Svärd, Starck, Schantz och Ekenberg.

## Huvudbyggnaden och gårdsmiljön
Ekstensholm gård i tegel har två våningar och ett mansardtak. Huvudbyggnaden färdigställdes i rokokostil år 1763. Ekstensholm gård är en av de tidigaste herrgårdar i Finland med mansardtak. Rum i byggnaden har delats enligt karolinsk stil och största delen av den ursprungliga fasta inredningen har bevarats från 1700-talet. Till gårdsmiljön hör bostads- och ekonomibyggnader från 1700-1900-talen samt med engelsk park från 1700-talet. Engelska parker var sällsynta på dåtida herrgårdar.

Byggnaderna som heter Ylärivi och Alarivi är äldre än själva huvudbyggnaden och också i bättre skick än huvudbyggnaden på grund av renovering. De historiska byggnaderna i gårdsmiljön har bevarats väl och hela gårdsmiljön är en värdefull byggd kulturmiljö av riksintresse och därmed skyddat enligt lag.

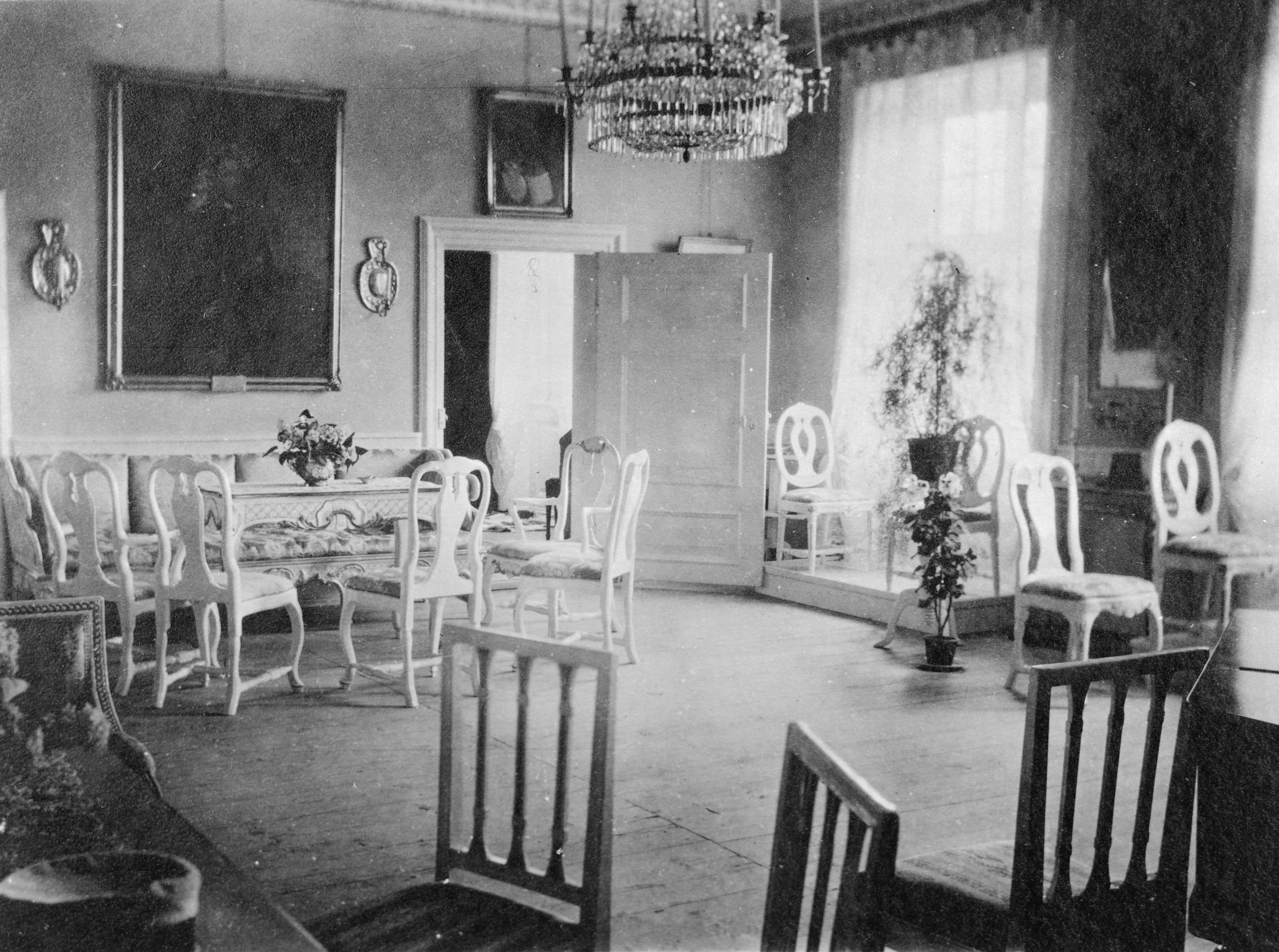
Ekstensholm gårds sal år 1914
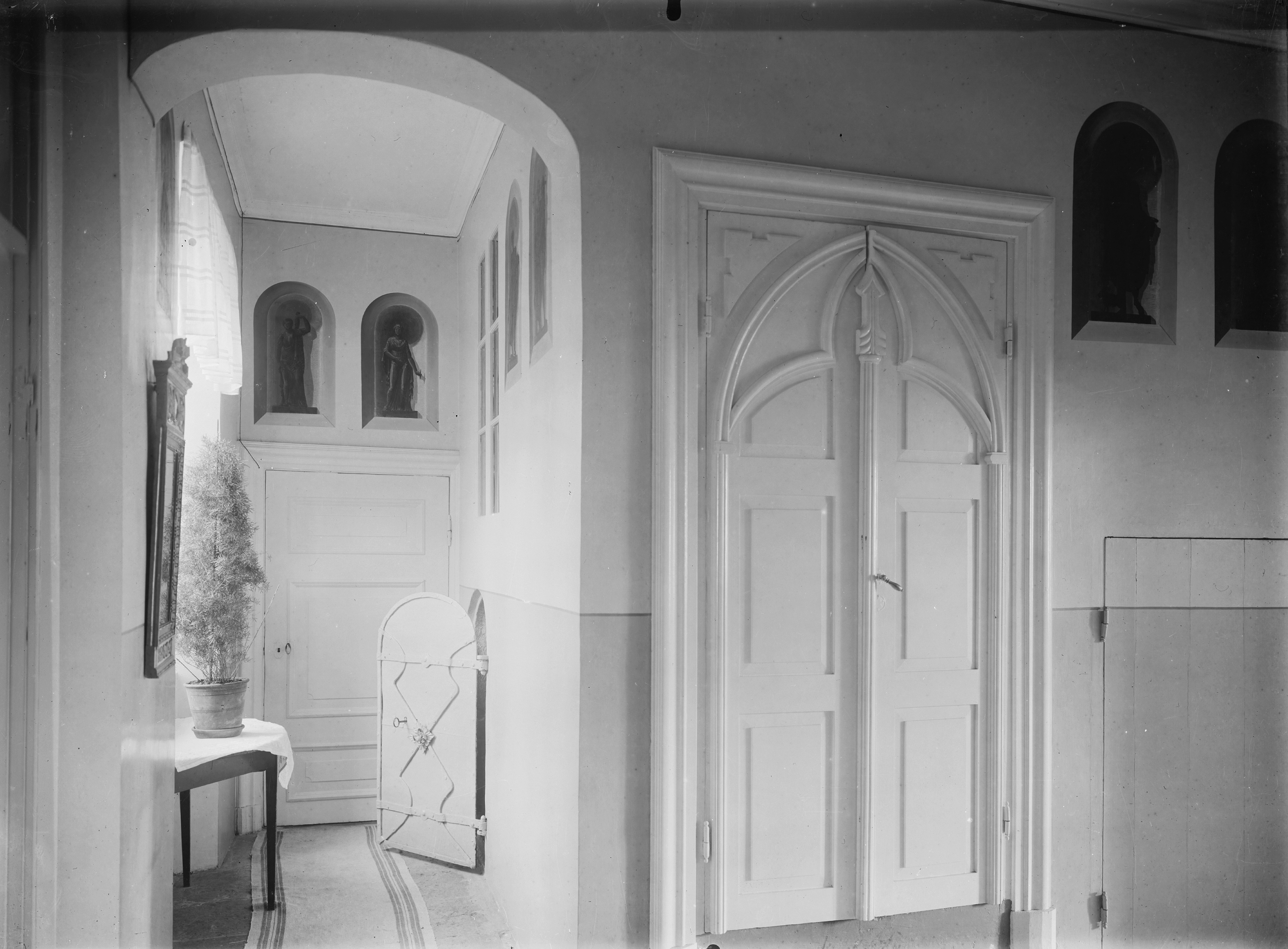
Gårdens aula år på 1910-talet.